# Cnemidocarpa sabulosa
Cnemidocarpa sabulosa is een zakpijpensoort uit de familie van de Styelidae. De wetenschappelijke naam van de soort is voor het eerst geldig gepubliceerd in 1966 door Glémarec & Monniot C.